# Intergovernmental Panel on Climate Change
Het Intergovernmental Panel on Climate Change (IPCC), in het Nederlands de Intergouvernementele Werkgroep inzake Klimaatverandering, is een organisatie van de Verenigde Naties om de risico's van klimaatverandering te evalueren. Het panel bestaat uit honderden experts uit de hele wereld, van universiteiten, onderzoekscentra, ondernemingen, milieuorganisaties en andere organisaties. Het IPCC doet zelf geen onderzoek, maar evalueert onderzoek dat is gepubliceerd in aan collegiale toetsing onderworpen wetenschappelijke tijdschriften.
Het IPCC werd in 1988 gezamenlijk opgericht door het VN-Milieuprogramma (UNEP) en de Wereld Meteorologische Organisatie (WMO), met nog in hetzelfde jaar de bekrachtiging ervan door de Algemene Vergadering van de Verenigde Naties.
Sinds zijn oprichting heeft het IPCC een reeks rapporten gepubliceerd die gelden als referentiewerken voor beleidsmakers, wetenschappers, studenten en andere specialisten. Deze rapporten hebben een grote invloed op het milieubeleid van vele regeringen. Deze rapporten komen om de 5 à 6 jaar uit. Het vierde rapport is in verschillende delen uitgekomen in 2007, het vijfde in 2013 en 2014, het zesde in 2021.
Op 12 oktober 2007 werd in Oslo bekendgemaakt dat aan het Intergovernmental Panel on Climate Change samen met de voormalige Amerikaanse vicepresident en presidentskandidaat Al Gore de Nobelprijs voor de Vrede 2007 was toegekend "voor het vergroten en verspreiden van de kennis over de door de mens veroorzaakte klimaatverandering en voor het bevorderen van maatregelen om deze tegen te gaan".

## Doelstellingen
Het IPCC heeft in principe als doel zonder partijdigheid en op wetenschappelijke wijze een duidelijke, transparante en objectieve evaluatie te maken van de beschikbare wetenschappelijke, technische en socio-economische informatie in verband met klimaatverandering. IPCC-rapporten horen objectief om te gaan met beleidsrelevante wetenschappelijke, technisch en socio-economische factoren. Ze moeten aan hoge wetenschappelijke en technische maatstaven voldoen en hebben als doel zo veel mogelijk verschillende geografische en wetenschappelijke perspectieven weer te geven.
Om zijn doelstellingen wetenschappelijk te funderen was het IPCC verbonden met het NIPCC. Dit wetenschappelijk panel bestaat uit vele klimatologen van naam. Al doende, vooral na 2010, bleek echter dat het IPCC zelfstandig rapporten uit ging geven, die vooral politiek georienteerd zijn. Er blijkt nu geen wetenschappelijke academie meer te zijn die de standpunten van het IPCC ondersteunt. De Inter Academy Council (IAC) de overkoepelende organisatie van alle wetenschappelijke academies in de wereld mocht de laatste IPCC rapporten niet evalueren. Het IAC had al eerder fundamentele kritiek geuit op het functioneren van het IPCC. Het IPCC is een VN organisatie met het veel geld terwijl het haast gelijknamige NIPCC het moet doen met steun van enkele non-profit organisatie. 

## Werkwijze
Om het geschetste doel te bereiken wordt elk rapport van het IPCC volgens een vaste werkwijze opgesteld: aan de hand van een tevoren opgestelde inhoudsopgave wordt door een groot aantal auteurs de beschikbare kennis en wetenschap bijeengebracht in een concept-rapport. In twee commentaarronden wordt vervolgens iedereen uitgenodigd om wetenschappelijk commentaar en kritiek te leveren, aanvullende informatie aan te dragen en de auteurs te wijzen op mogelijk over het hoofd geziene literatuur. De eerste ronde is open voor elke wetenschapper ter wereld. Na die eerste ronde wordt het commentaar verwerkt en wordt een nieuw concept opgesteld. De tweede commentaarronde verloopt via de regeringen, die op hun beurt de eigen deskundigen en wetenschappers vragen om wetenschappelijk, feitelijk commentaar te leveren. Na deze twee ronden wordt het definitieve rapport opgesteld. Alle rapporten en de daarbij behorende Technical Summaris (TS) worden volledig door de betrokken wetenschappers geschreven, zonder enige bemoeienis van politici of beleidsmakers.
Bij een IPCC-rapport wordt ook een zogenaamde Summary for Policymakers (SPM) opgesteld. Hierover wordt een kleine week vergaderd met afgevaardigden van vele landen. Iedere uitspraak in de SPM moet consistent zijn met en onderbouwd zijn door het hoofdrapport en moet begrijpelijk en relevant zijn voor beleidsmakers. Bij de goedkeuring van de SPM wordt gestreefd naar consensus over de tekst tussen alle landendelegaties. De aanwezige hoofdauteurs hebben daarbij de taak om te bewaken dat de tekst van de SPM conform het hoofdrapport blijft. De hoofdauteurs kunnen zelf voorstellen doen om aan landencommentaren tegemoet te komen. Vanwege de betrokkenheid van de landen bij de opstelling van de SPM nemen de politici de conclusies van de wetenschappers meestal grotendeels over.
De meest bekende rapporten zijn de evaluatierapporten of Assessment Reports, die sedert 1990 om de paar jaar gepubliceerd worden, en een algemeen overzicht bieden van klimaatverandering. De jongste edities van deze rapporten bestaan uit 3 delen: 1 voor elke werkgroep plus een syntheserapport.
Daarnaast publiceert het IPCC echter nog: 
- Special Reports over specifieke aspecten van het klimaat zoals natuurrampen, hernieuwbare energie, of koolstofopslag.
- Methodology Reports met richtlijnen en toelichtingen voor de aangesloten wetenschappelijke instellingen.

Alle rapporten van het IPCC worden onderworpen aan een grondige peerreview.

## Evaluatierapporten (AR)

### Eerste rapport (1990)
Het eerste IPCC first assessment report werd gepubliceerd in 1990, en vormde de aanzet tot de United Nations Climate Change Conference, met als gevolg het klimaatverdrag (UNFCCC) van 1992.
In de Samenvatting voor het beleid (Summary for Policymakers, SPM) zegt Werkgroep I er zeker van te zijn dat emissies uit menselijke activiteiten in grote mate bijdragen tot de concentratie van broeikasgassen in de atmosfeer, met als gevolg een bijkomende opwarming van het aardoppervlak. Volgens hun berekeningen is koolstofdioxide (CO2) verantwoordelijk voor meer dan de helft van het toegenomen broeikaseffect. Hun prognose geeft aan dat in een ongewijzigd scenario de globale gemiddelde temperatuur ongeveer 0,3 °C per decennium zal stijgen gedurende de 21e eeuw. De werkgroep schat dat de gemiddelde oppervlaktetemperatuur de jongste 100 jaar met 0,3 tot 0,6 °C is toegenomen. Dit stemt overeen met de klimaatmodellen, maar ligt ook in dezelfde grootteorde als de natuurlijke klimaatvariaties. Het kan echter nog een tiental jaren of langer duren voor het toegenomen broeikaseffect onomstotelijk is aangetoond.
In 1992 werd naar aanleiding van de Top van Rio een bijvoegsel gepubliceerd, waarin het rapport van 1990 in grote lijnen werd bevestigd.

### Tweede rapport (SAR, 1996)
In de inleiding tot het tweede rapport, gepubliceerd in 1996, stelt Werkgroep I dat CO2 de belangrijkste factor is van door de mens veroorzaakte klimaatverandering. Uit prognoses van toekomstige gemiddelde temperaturen en het zeeniveau blijkt dat menselijke activiteiten het klimaat van de planeet kunnen wijzigen als nooit tevoren in de menselijke geschiedenis. De langetermijnmodellen laten zien dat de opstapeling van broeikasgassen in de atmosfeer en de reactie van het klimaatsysteem betekenen dat vele belangrijke aspecten van klimaatverandering in de praktijk onomkeerbaar worden.

### Derde rapport (TAR, 2001)
De synthese van het derde IPCC-rapport, gepubliceerd in 2001, omvat een overzicht van vaststellingen en overgebleven onzekerheden:
Vaststellingen:
- Opwarming van het aardoppervlak: metingen, toewijzing ervan aan menselijke activiteiten en prognoses; stijging van het zeeniveau en toename van het aantal hittegolven.
- Toekomstige opwarming heeft zowel positieve als negatieve gevolgen, maar een sterkere opwarming heeft vooral negatieve effecten.
- Ontwikkelingslanden en armere bevolkingsgroepen zijn het meest kwetsbaar voor klimaatverandering.

Onzekerheden: 
- Raming van de stralingsforcering door natuurlijke klimaatfactoren en menselijke aerosols, toekomstige veranderingen in de emissie van broeikasgassen, en de rol van feedback-mechanismen die een verdere opwarming kunnen versterken of verzwakken.
- Het inschatten van de stijging van het zeeniveau en de temperatuur.
- Het opstellen van prognoses per regio.

### Vierde rapport (AR4, 2007)
Het vierde rapport, gepubliceerd in 2007, kan steunen op een langere reeks waarnemingen, waardoor uitspraken met grote mate van zekerheid gedaan kunnen worden. De belangrijkste conclusie is dat het klimaat beslist zal veranderen, en dat maatregelen noodzakelijk zijn.

### Vijfde rapport (AR5, 2014)
Het vijfde rapport, gepubliceerd in 2014, bevestigt eerdere conclusies, en acht het waarschijnlijk dat de opwarming van de aarde 1,5 graden zal overschrijden, onafhankelijk van de gekozen emissiescenario's. Onderneemt men weinig of geen actie, dan is een temperatuurstijging van meer dan 2,0 graden te voorzien. Hoe langer actie wordt uitgesteld, hoe duurder de aanpassing zal uitvallen.
In een 1e tussentijds speciaal rapport Global Warming of 1.5 °C (SR15), gepubliceerd op 8 oktober 2018, verduidelijkt het IPCC eerdere prognoses over de gevolgen van de klimaatopwarming met 1,5 °C, dan wel 2 °C, met in het laatste geval aantoonbaar zwaardere gevolgen. Het rapport concludeert dat de huidige engagementen in het kader van het Akkoord van Parijs (de “nationaal bepaalde bijdragen” of NDC's), niet zullen volstaan om de opwarming te beperken tot 1,5 °C.
Een 2e tussentijds speciaal rapport Climate Change and Land (8 augustus 2019) onderzoekt het verband tussen landgebruik en klimaat. Duurzaam landgebruik kan bijdragen aan mitigatie en aanpassing, maar een overmaat van landbouwgewassen voor bio-energie kan leiden tot een competitie met de voedselproductie, en tot landdegradatie en verwoestijning.
Een 3e tussentijds Special Report on the Ocean and Cryosphere in a Changing Climate (“Speciaal rapport over de oceanen en de bevroren delen van de aarde zoals zee-ijs, permafrost of gletsjers bij klimaatverandering”) van 25 september 2019 waarschuwt  voor een zeespiegelstijging van minstens 84 cm, en mogelijk zelfs 2 meter, tegen 2100 bij ongewijzigd beleid. De opwarming verzuurt de oceanen, verlaagt het zuurstofgehalte en dus de vitaliteit van de oceanen zelf.

### Zesde rapport (AR6, 2021-2023)
Het zesde rapport werd in 2023 gepubliceerd. Op 19 maart 2023 verscheen het syntheserapport, nadat afzonderlijke delen, opgesteld en gepubliceerd door de 3 werkgroepen, eerder al waren vrijgegeven:
- WG I (fysisch-wetenschappelijke basis) publiceerde haar rapport in augustus 2021. Een van de conclusies was dat 'zonder drastische maatregelen (...) de wereld zich [moet] opmaken voor fors grotere weersextremen'.[13][14] Klimaatverandering wordt daarnaast over de hele wereld waargenomen en vindt in een steeds sneller tempo plaats.[15]
- WG II (effecten, adaptatie en kwetsbaarheden) publiceerde haar rapport op 28 februari 2022: ongeveer 3,6 miljard mensen kunnen zware gevolgen ondervinden van klimaatverandering, de armere streken eerst, maar ook Europa blijft niet gespaard.[16][17]
- WG III (mitigatie) werd op 4 april 2022 gepubliceerd.[18]

## Speciale rapporten (SR)
Afgezien van enkele methodologische rapporten verschenen onder meer volgende speciale rapporten: 
- Special Report on the Ocean and Cryosphere in a Changing Climate (2019)
- Climate Change and Land (2019)
- Global Warming of 1.5 °C (2018)
- Managing the Risks of Extreme Events and Disasters to Advance Climate Change Adaptation (2012)
- Renewable Energy Sources and Climate Change Mitigation (2011)
- Carbon Dioxide Capture and Storage (2005)
- Safeguarding the Ozone Layer and the Global Climate System (2005)
- Methodological and Technological Issues in Technology Transfer (2000)
- Emissions Scenarios (2000)
- Land Use, Land-Use Change, and Forestry (2000)
- Aviation and the Global Atmosphere (1999)
- The Regional Impacts of Climate Change: An Assessment of Vulnerability (1997)
- Climate Change 1994: Radiative Forcing of Climate Change and An Evaluation of the IPCC IS92 Emission Scenarios (1994)
- IPCC Technical Guidelines for Assessing Climate Change Impacts and Adaptations (1994)

## Organisatie
Het IPCC is een intergouvernementele organisatie met 195 lidstaten. De betrokken regeringen bespreken de wetenschappelijke rapporten, en verlenen er goedkeuring aan. De werking van het IPCC wordt ondersteund door het secretariaat, ondergebracht in de kantoren van de Wereld Meteorologische Organisatie (WMO) te Genève. Het IPCC werkt met een beperkt jaarbudget van minder dan 10 miljoen euro, ruim onvoldoende volgens critici.
Op 26 juni 2023 werd Jim Skea verkozen tot nieuwe voorzitter van het IPCC. Vorige voorzitters waren: 
- De Koreaan Hoesung Lee (2015 - 2023),[21]
- Rajendra Pachauri (mei 2002 tot 24 februari 2015),[22]
- Robert T. Watson (1997-2002)
- Bert Bolin (1988-1997).

IPCC-voorzitters
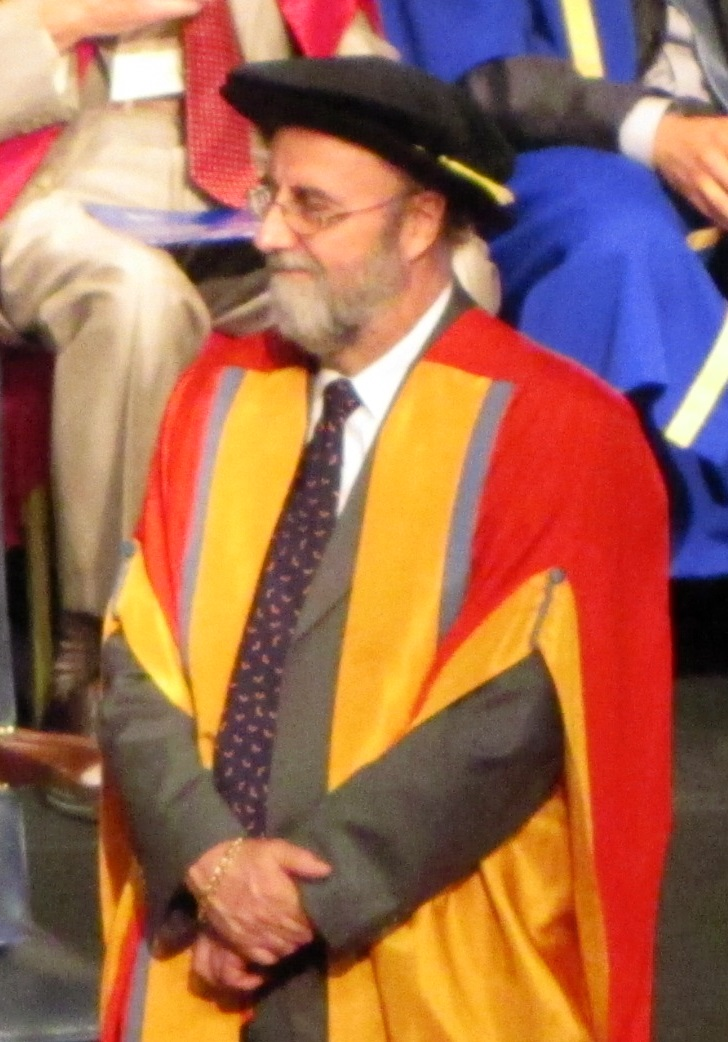
Robert T. Watson (1997-2002)
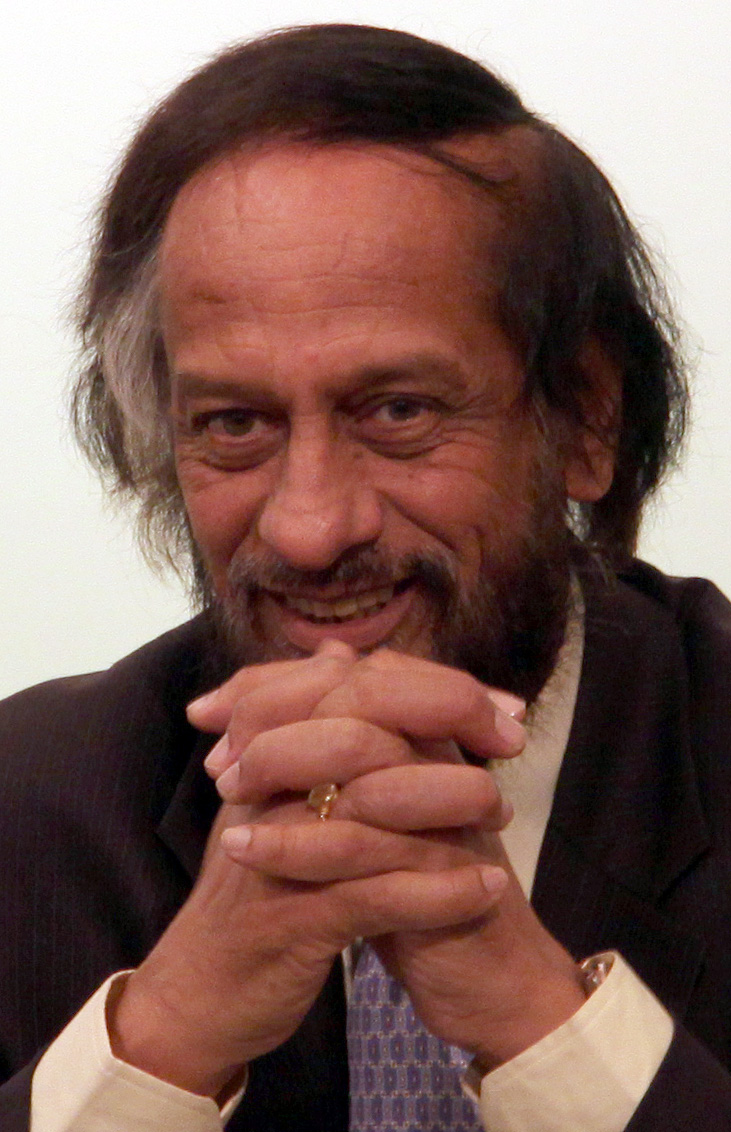
Ragendra Pachauri (2002-2015)
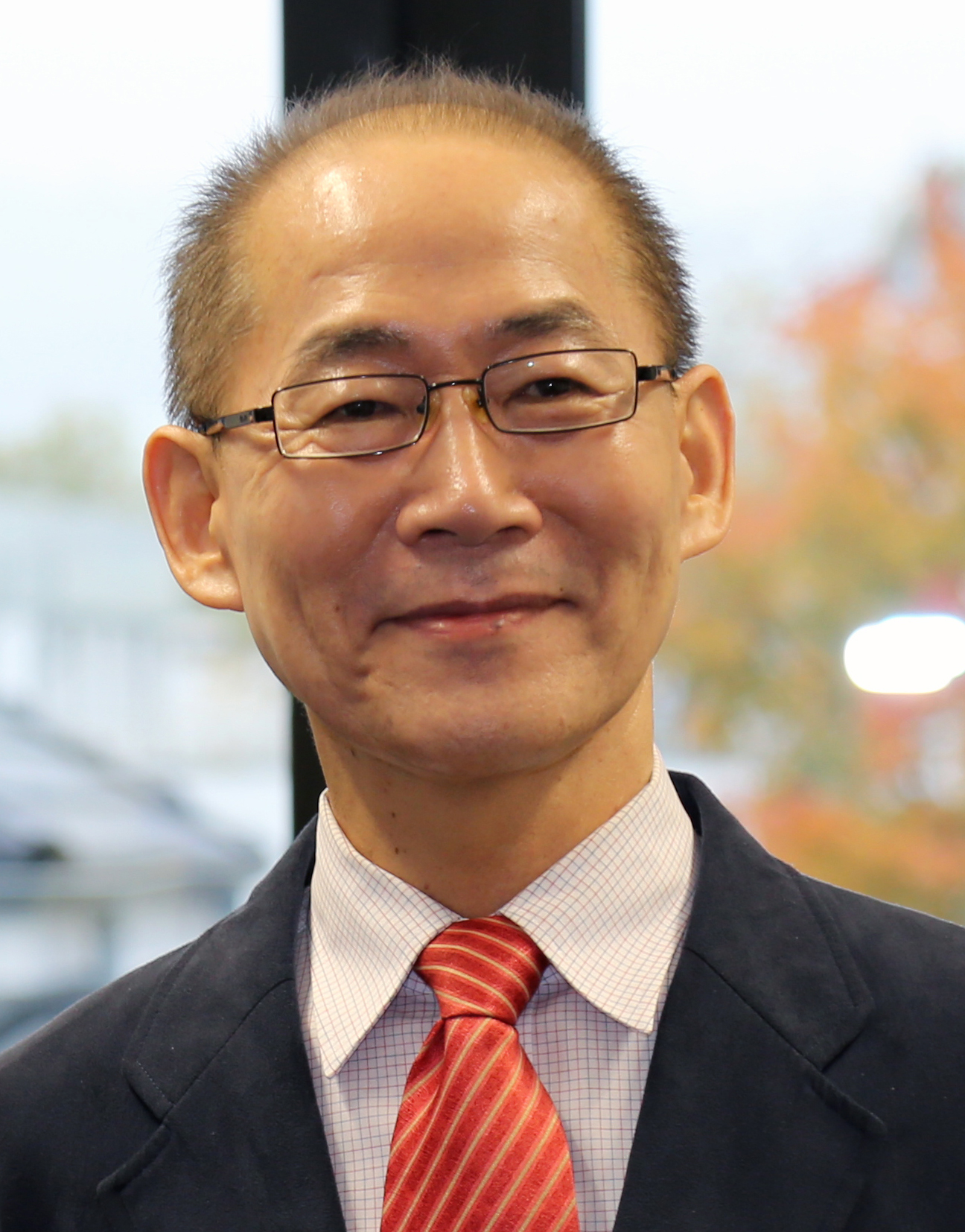
Hoesung Lee (2015-nu)

Het IPCC bestaat uit drie werkgroepen:
- Werkgroep I: fysische principes (oorzaken)
- Werkgroep II: gevolgen, kwetsbaarheid en adaptatie (aanpassing)
- Werkgroep III: mitigatie (terugdringen van broeikasgasemissies)

Daarnaast heeft het IPCC een werkgroep (National Greenhouse Gas Inventories Program) ingesteld, die op verzoek van het klimaatverdrag methoden ontwikkelt voor het schatten van de emissie van de gassen die het broeikaseffect veroorzaken. Deze methoden worden door landen gebruikt om hun rapportages aan het klimaatverdrag en het Kyoto-protocol op te stellen.

## Gebruik van IPCC-resultaten
De wetenschappelijke kennis, zoals die door het IPCC wordt aangeleverd, speelt voor een deel mee bij de politieke besluitvorming binnen het klimaatverdrag (UNFCCC). De partijen die betrokken zijn bij dit verdrag wegen de informatie van het IPCC af tegen andere belangen en komen op grond daarvan tot afspraken over maatregelen. Het IPCC neemt niet deel aan deze politieke besluitvorming. Daarmee heeft het klimaatverdrag een strikte scheiding aangebracht tussen de verantwoordelijkheden van wetenschappers en die van de politici en beleidsmakers.

### Vertrouwen in de resultaten

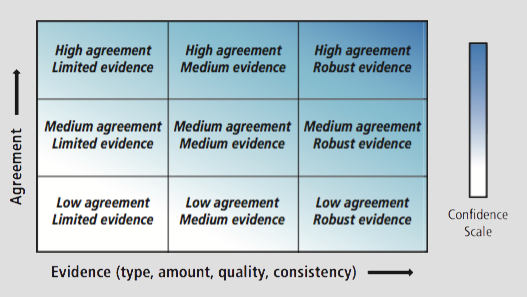
Matrix van het niveau van zekerheid bij het inschatten van klimaatrisico’s: Hoe blauwer/donkerder de schaduw, hoe groter het vertrouwen

In 2010 publiceerde het IPCC een reeds eerder in wetenschappelijke kringen gebruikte matrix om aan te geven in hoeverre de auteurs zekerheid hadden over hun inschatting van klimaatrisico’s:
| hoge consensus enig bewijs       | hoge consensus gemiddeld bewijs       | hoge consensus duidelijk bewijs       |
| gemiddelde consensus enig bewijs | gemiddelde consensus gemiddeld bewijs | gemiddelde consensus duidelijk bewijs |
| enige consensus enig bewijs      | enige consensus gemiddeld bewijs      | enige consensus duidelijk bewijs      |

## Kritiek

### Censuur en zelfcensuur
Enkele wetenschappers zijn uit het IPCC gestapt omdat volgens hen belangrijke passages om politieke redenen werden weggelaten in de eindrapportages. Paul Reiter van het Pasteur Instituut in Parijs heeft zijn medewerking beëindigd, nadat zijn kritische bijdragen waren genegeerd. Ook na zijn vertrek bleef het IPCC Reiter noemen als wetenschapper die de rapporten van het IPCC ondersteunde. Pas nadat Reiter dreigde met juridische stappen, werd zijn naam van de auteurslijst geschrapt van het Third Assessment Report (2001). Een rapport van het Britse Hogerhuis noemt echter Reiters argumentatie niet overtuigend en beschuldigt hem van selectief citeren, onder andere van achterhaalde bronnen.
Het IPCC wordt door sommige wetenschappers ervan beschuldigd dat het onzekerheden onvoldoende expliciet maakt en extreme scenario's weglaat in zijn rapportages. Enkelen van hen concluderen daaruit dat het de gevolgen van klimaatverandering overschat en anderen juist dat het de gevolgen onderschat. Met name astrofysici, geologen en paleao-ecologen zijn vaak afwijzend over het IPCC, omdat zij vinden dat er onvoldoende gebruik wordt gemaakt van inzichten uit hun vakgebieden.

### Modellen
Een ander verwijt, onder meer van James Lovelock (Gaia-theorie) is dat het IPCC te veel steunt op modellen, en te weinig op feitelijke waarnemingen. Deze laatste zijn weliswaar pas na een langere periode relevant, maar wijken vaak significant af van de gebruikte modellen. Meermaals blijken de IPCC-modellen achter te lopen op de realiteit. Anderen voeren aan dat de – zeer complexe – IAM-modellen te zeer een eenzijdig Westerse economische visie vertolken: ze gaan meestal uit van een voortzetting van de economische groei. Tevens zijn ze gebaseerd op het koolstofarm maken van het aanbod, en niet op het terugdringen van de vraag.

### Beleidsadviezen
Er is veel discussie over de wijze waarop de wetenschappelijke onderzoeken van het IPCC worden geïnterpreteerd door de beleidsmakers. Een aantal wetenschappers is het oneens met de bevindingen die zijn opgesteld door de auteurs van de Summaries for Policy Makers. Zij zijn van mening dat de uitkomst van wetenschappelijke onderzoeken, zoals deze zijn weergegeven in het IPCC-rapport, opzettelijk verkeerd zijn geïnterpreteerd in de SPMs ten behoeve van politiek gewin.

### Fouten
Eind 2009/begin 2010 was het IPCC een aantal keren wegens vermeende onzorgvuldigheid in het nieuws. Onder andere wegens Climategate kregen ze in december 2009 en in januari 2010 kritiek wegens een typefout, waardoor ze weergaven dat de gletsjers in het Himalayagebergte in 2035 verdwenen zouden zijn in plaats van in 2350. In februari 2010 kregen ze opnieuw kritiek wegens het aanvoeren van verhalen van bergbeklimmers en een masterscriptie als betrouwbare onderbouwing dat ijs in de bergen zou smelten.